# La Candidate (film, 2002)
 (février 2017).
Si vous disposez d'ouvrages ou d'articles de référence ou si vous connaissez des sites web de qualité traitant du thème abordé ici, merci de compléter l'article en donnant les références utiles à sa vérifiabilité et en les liant à la section « Notes et références ».
Pour les articles homonymes, voir La Candidate.
 Pour plus de détails, voir Fiche technique et Distribution
La Candidate est un film pornographique français, réalisé par Fred Coppula et sorti en 2002.

## Synopsis
Estelle, productrice de télévision, cherche une jeune fille qui accepte de se faire filmer 24h/24 pour une nouvelle émission de téléréalité. Son choix se portera sur la candide Emma, repérée par son équipe dans un bar tenu par Mike. Le concept de l'émission : tout filmer sans censure et ce, afin d'éveiller l'aspect voyeur du téléspectateur et ainsi obtenir des succès d'audiences...

## Distribution
- Clara Morgane : Emma, la candidate
- Estelle Desanges : Estelle, productrice de télévision
- Greg Centauro : Greg, le petit ami d'Emma
- Ian Scott : le caméraman
- Nomi : Nomi, la meilleure amie d'Emma
- Sebastian Barrio : Sebastian, le comique imitateur du bar
- Ed Exel
- Alexandra
- Angela Crystal
- Lea De Mae
- Monica Sweetheart
- Titof
- Tristan Segal